# Авраам (каган)
Авраам — аварський каган, який зійшов на престол близько 805 року. Він був наступником кагана Тедора (Теодоруса).

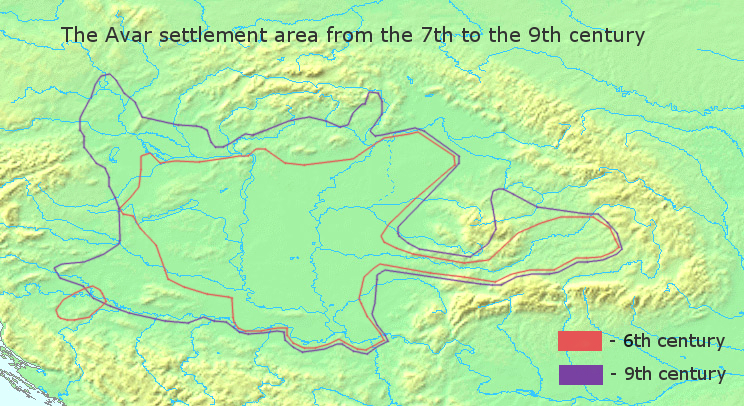
Аварський канаган, поч. 9 ст.

Влітку 805 р. до двору франкського імператора Карла Великого з'явилася делегація аварів з проханням повернути вищу владу кагану згідно з давньою традицією. 
Таким чином авари, під загрозою постійних слов'янських повстань, намагалися зміцнити залишки своєї держави. Через тривалу ворожнечу вони не могли самостійно відновити централізовану державну систему управління каганатом. Оскільки в цей час авари вже не становили загрози для франків, імператор погодився. 
Новий каган прийняв хрещення від франкського єпископа 21 вересня і взяв ім'я Авраам.
Нема відомостей чи був він ще при владі 811 року, коли імператор втрутився в аваро-слов'янські війни, викликавши правителів обох держав до Аахена. Наступний (і останнім відомим) каганом аварів був Ісаак. 